# Temenica
Temenica – wieś w Słowenii, w gminie Ivančna Gorica. W 2018 roku liczyła 191 mieszkańców.